# Bombardement de Rouen
Les bombardements de Rouen sont des bombardements aériens menés sur Rouen et Sotteville-lès-Rouen en France pendant la Seconde Guerre mondiale.
Rouen fait partie des rares villes décorées de la Légion d'honneur et de la croix de guerre 1939-1945.
Pour l'année 1944, on dénombre 883 morts civils à Rouen et 502 à Sotteville-lès-Rouen.

## Histoire

### 1940
- 5 juin 1940 : Bombardements de Rouen et de Sotteville-lès-Rouen par la Luftwaffe[2],[3]
- 9 juin 1940 : Bombardements de Rouen par la Luftwaffe[4]

### 1941
- 21 juillet 1941 : Bombardements à Rouen[5]
- Du 29 au 30 août 1941 : Bombardements à Rouen, Amfreville-la-Mi-Voie et Sotteville-lès-Rouen[6]
- 20 septembre 1941 : Bombardements de la raffinerie Desmarais et des Chantiers de Normandie au Grand-Quevilly : 14 morts et 23 blessés[7],[8]

### 1942

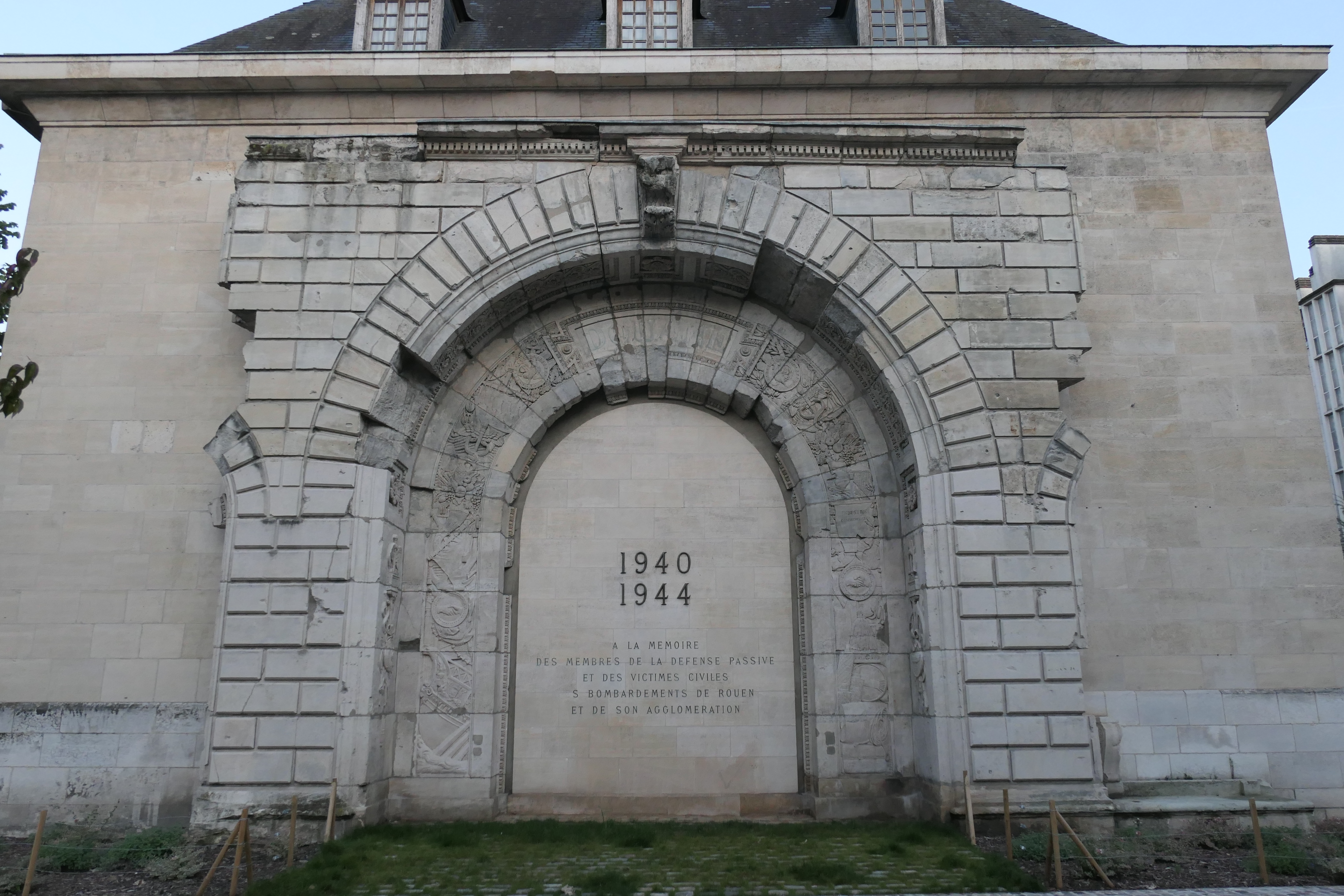
Halle aux Toiles de Rouen : mémorial aux victimes civiles de la Seconde Guerre mondiale

- 17 avril 1942 : Bombardements des Chantiers de Normandie au Grand-Quevilly[9]
- 11 juin 1942 : Bombardements visant les usines Saint-Gobain au Grand-Quevilly[10]
- Du 22 au 23 juin 1942 : Bombardements de la papeterie Navarre au Grand-Quevilly[10]
- Du 26 au 27 juin 1942 : Bombardements de la papeterie de la Chapelle à Saint-Étienne-du-Rouvray[10]
- 17 août 1942 : Bombardements visant la gare de Sotteville-lès-Rouen[11],[12]
- 5 septembre 1942 : Bombardements à Rouen : 150 civils tués[13]
- 12 décembre 1942 : Bombardements à Rouen, Sotteville-lès-Rouen et Saint-Étienne-du-Rouvray

### 1943
- 9 janvier 1943 : Bombardements visant la gare de Sotteville-lès-Rouen
- 8 mars 1943 : Bombardements visant la gare de Sotteville-lès-Rouen : 30 morts et une cinquantaine de blessés[14]
- 12 mars 1943 : Bombardements à Rouen, Sotteville-lès-Rouen, Le Petit-Quevilly et Bonsecours : 66 morts et 125 blessés[14]
- 28 mars 1943 : Bombardements à Sotteville-lès-Rouen, Saint-Étienne-du-Rouvray et Amfreville-la-Mi-Voie : environ 100 morts et 200 blessés[15]
- 25 août 1943 : Bombardements au Grand-Quevilly[15]
- 4 septembre 1943 : Bombardements à Rouen et Sotteville-lès-Rouen : 29 morts et 50 blessés[15]
- 6 septembre 1943 : Bombardements à Rouen et Sotteville-lès-Rouen : 4 morts et 60 blessés[16]
- 7 septembre 1943 : Bombardements à Rouen : 4 Allemands blessés[16]
- 18 septembre 1943 : Bombardements à Rouen et Sotteville-lès-Rouen : 20 morts et 25 blessés[16]
- 23 septembre 1943 : Bombardements à Canteleu : 16 blessés[16]
- 27 septembre 1943 : Bombardements à Sotteville-lès-Rouen : 34 morts et une dizaine de blessés[16]
- 14 octobre 1943 : Bombardements à Rouen : 2 blessés[17]

### 1944
- 21 janvier 1944

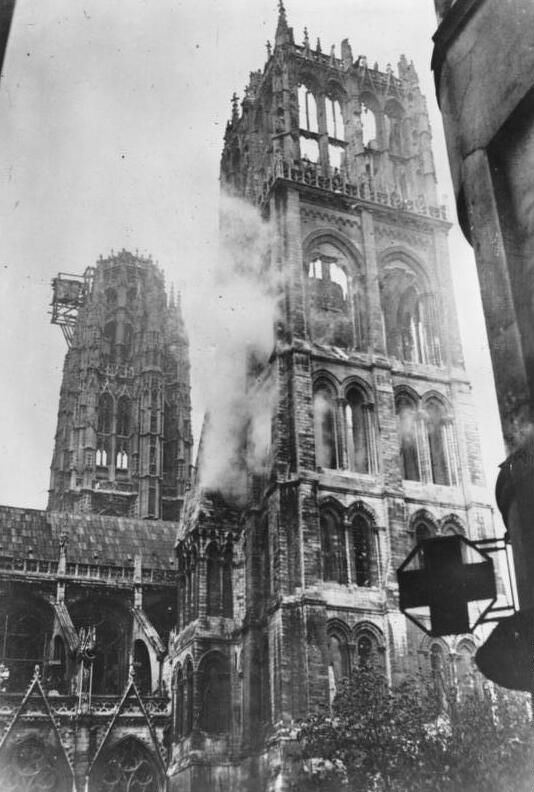
La cathédrale vue depuis la rue Croix-de-Fer en juin 1944.

- 19 avril 1944 : Bombardements de Rouen et Sotteville-lès-Rouen : 4 000 à 4 250 bombes larguées faisant 20 000 sinistrés et 814 morts sur l'agglomération[18]
- 9 mai 1944 : Bombardements de Rouen, Sotteville-lès-Rouen et Saint-Étienne-du-Rouvray
- Du 25 mai 1944 au 4 juin 1944 pour préparer l'opération Overlord (période appelée « semaine rouge » : 345 morts civils pour la seule commune de Rouen)
- 22 juin, 15 et 18 juillet, et 25, 26, 27 août : 30 000 sans-abris et 9 500 immeubles détruits. Plusieurs centaines de soldats allemands tués[19],[20].